# The President's Cake
The President's Cake (Arabisch: مملكة القصب) is een Iraaks-Qatarees-Amerikaanse komische dramafilm uit 2025, geschreven en geregisseerd door Hasan Hadi in zijn regiedebuut. De hoofdrollen worden vertolkt door niet-professionele acteurs.

## Verhaal
De negenjarige Lamia heeft de pech dat haar leraar haar uitkiest om een taart voor de klas te bakken voor de verjaardag van president Saddam Hoessein, anders wordt ze aangeklaagd wegens ontrouw. Het is begin jaren 1990 en het land heeft te kampen met verlammende VN-sancties. Zij en haar grootmoeder, met wie ze een rieten huis deelt in de zuidelijke moerassen van Irak, kunnen zich zelf nauwelijks eten veroorloven.

## Rolverdeling
| Acteur                 | Personage |
| ---------------------- | --------- |
| Baneen Ahmad Nayyef    | Lamia     |
| Sajad Mohamad Qasem    | Saeed     |
| Waheed Thabet Khreibat | Bibi      |
| Rahim AlHaj            | Jasim     |

## Productie
De film werd volledig opgenomen in Irak, onder andere in de Mesopotamische moerassen die sinds 2016 als onderdeel van de Ahwar van Zuid-Irak tot het Werelderfgoed in Irak behoren.

## Release en ontvangst
The President's Cake ging op 16 mei 2025 in première op het Filmfestival van Cannes in de Quinzaine des cinéastes-competitie en was daarmee de allereerste Iraakse film ooit die in Cannes geselecteerd werd. De film won de publieksprijs en de Caméra d'or voor beste debuutfilm.

## Prijzen en nominaties
De belangrijkste:
| Jaar | Prijs                   | Categorie                             | Genomineerde(n) | Uitslag  |
| ---- | ----------------------- | ------------------------------------- | --------------- | -------- |
| 2025 | Filmfestival van Cannes | Publieksprijs Quinzaine des cinéastes | Hasan Hadi      | Gewonnen |
| 2025 | Filmfestival van Cannes | Caméra d'or                           | Hasan Hadi      | Gewonnen |